# S&P Vietnam 10 Index
El S&P Vietnam 10 Index es un índice bursátil de Standard & Poor's. El índice fue lanzado el 19 de septiembre de 2008.

## Composición en su lanzamiento
| Compañía                                 | GICS Sector                   |
| ---------------------------------------- | ----------------------------- |
| FPT CORP                                 | Tecnologías de la información |
| PETROLEUM TECHNICAL SERVICES CORPORATION | Energía                       |
| PETROVIETNAM DRILLING AND WELL           | Energía                       |
| PETROVIETNAM FERT & CHEMICAL             | Materiales                    |
| PETROVIETNAM INSURANCE JSC               | Finanzas                      |
| SONGDA URBAN & INDUSTRIAL ZO             | Bienes de consumo             |
| PHA LAI THERMAL POWER JOINT STOCK CO     | Servicios                     |
| VINCOM JSC                               | Finanzas                      |
| TAN TAO INDUSTRIAL PARK CORP             | Industrial                    |
| KINHBAC CITY DEVELOPMENT                 | Finanzas                      |